# Buurtaal

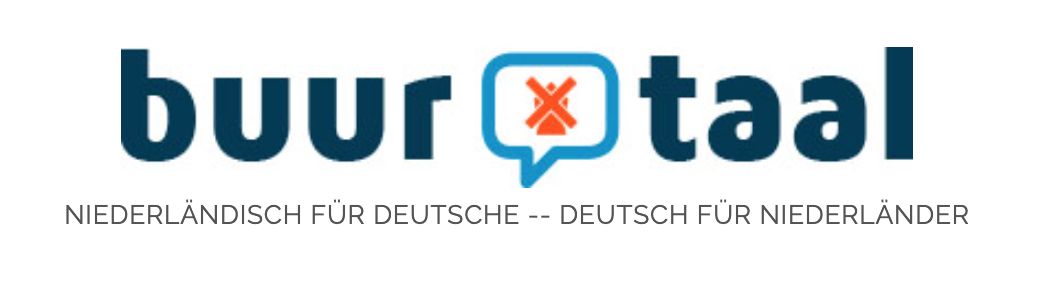
Buurtaal Logo

Buurtaal [by:rta:ɫ] (niederländisch für „Nachbarschaftssprache“) ist ein deutschsprachiger, nichtkommerzieller Blog über die Sprache und Kultur der Niederlande.
Betrieben wird der Blog von der gebürtigen Niederländerin Alexandra Kleijn, die seit 1997 in Hannover lebt und seit 2017 als Wissenschaftsjournalistin für das iX Magazin der Heise Mediengruppe tätig ist. Ihr Blog Buurtaal.de wurde am 29. Oktober 2009 ins Leben gerufen und hat heute rund 430 Artikel. Pro Monat rufen etwa 40.000 Besucher die Website auf.
In dem umfangreichen Blog werden die Unterschiedlichkeiten in Kultur und Gesellschaft sowie der Sprache zwischen Deutschland und den Niederlanden herausgearbeitet. Bräuche und andere Besonderheiten werden ebenfalls behandelt. Für Deutschsprechende, die die niederländische Sprache erlernen wollen, gibt es viele grammatikalische und miteinander verlinkte Artikel, die sich als Einstieg eignen.
Finanziert wird die werbefreie Seite einerseits über Spenden, ist aber ansonsten ein persönliches Projekt der Betreiberin, die auch alle Artikel selbst verfasst. Als technische Grundlage dient das Content-Management-System von Wordpress.